# Melete
Melete var i græsk mytologi en af de tre oprindelige muser, selvom de senere blev ni; hendes søstre var Aoide og Mneme. Melete var meditationens muse. "Melete" betyder direkte oversat "øvelse" og "træning" på græsk.
| Mytologi | Spire Denne artikel om mytologi er en spire som bør udbygges. Du er velkommen til at hjælpe Wikipedia ved at udvide den. |